# Interakcja niezogniskowana
Interakcja niezogniskowana – rodzaj komunikacji interpersonalnej, która istnieje tylko dzięki temu, że uczestnicy znajdują się obok siebie. Innymi słowy: dwie obce osoby lustrują swój ubiór, postawę, sposób bycia i jednocześnie modyfikują własne zachowanie, ponieważ są pod obserwacją. Pojęcie to wprowadzone zostało przez Ervinga Goffmana.